# Сахароза

Сахароза: в лівій частині залишок глюкози, в правій — залишок фруктози

Сахаро́за, іноді цукро́за (від грец. σάκχαρον — «цукор»), також буряковий цукор, тростинний цукор, α-D-глюкопіранозил-β-D-фруктофуранозид, С12Н22О11 — важливий дисахарид. Білий, без запаху, кристалічний порошок з солодким смаком. Найвідоміший і широко застосовується у харчовій промисловості  (цукор). Молекула сахарози складається із залишків молекул глюкози і фруктози.
Дуже поширена у природі  — синтезується у клітинах усіх зелених рослин і нагромаджується в стеблах, насінні, плодах і коренях рослин. Вміст її в цукровому буряку складає 15-22 %, в цукровій тростині — 12-15 %. Ці рослини є основними джерелами отримання цукрози, звідси виникли і її назви — тростинний цукор і буряковий цукор. Її багато в кленовому і пальмовому соку, в кукурудзі — 1,4-1,8 %, картоплі — 0,6, цибулі — 6,5, моркві — 3,5, дині — 5,9, персиках і абрикосах — 6,0, апельсинах — 3,5, винограді — 0,5 %. Міститься в соку берези та деяких фруктах.
Термін «цукроза» («sucrose») було вперше застосовано в 1857 році англійським хіміком Вільямом Міллером.

## Фізичні властивості
Смак солодкуватий. Густина 1,5879 г/см³ (15 °C). Питоме обертання для D-лінії натрію: 66,53° (вода, 35 г/100г; 20 °C). При охолодженні рідким повітрям, після висвітлення яскравим світлом кристал сахарози фосфоресціює.
Кристали сахарози добре розчинні у воді (179 грам на 100 грам при 0 °C і 487 г при 100 °C), погано — у спиртах (0,9 грам на 100 грам при 20 °C), не розчинні в діетиловому ефірі. Цукроза кристалізується без води у вигляді великих моноклінних кристалів.
Піддається гідролізу під дією кислот і ферменту сахарази. В результаті гідролізу розпадається з утворенням молекули глюкози і молекули фруктози. Питоме обертання водного розчину сахарози +66,5°. Фруктоза має сильніше ліве обертання (-92°), ніж глюкоза праве (+52,5°), тому за гідролізу цукрози кут обертання змінюється. Гідроліз сахарози отримав назву інверсії, а суміш утворюваних різних кількостей глюкози і фруктози — інвертним цукром. Після гідролізу сахароза зброджується дріжджами, а при нагріванні вище температури плавлення карамелізується, тобто перетворюється у суміш складних продуктів: карамелана С24Н36О18, карамелена С36Н50О25 і інших, втрачаючи воду. Ці продукти під назвою «колер» використовують у виробництві напоїв і коньяків для забарвлювання готових продуктів.

## Використання
Сахароза — цінний харчовий продукт. Її використовують у харчовій та мікробіологічній промисловості для одержання спиртів, лимонної та молочної кислот, поверхнево-активних речовин. Ферментацією цукрози виробляється значний обсяг етилового спирту.

## Хімічні властивості
Не проявляє відновлювальних властивостей — не реагує з реактивом Толленса і реактивом Фелінга. Не утворює відкриту форму, тому не проявляє властивостей альдегідів і кетонів.
Наявність гідроксильних груп в молекулі цукрози легко підтверджується реакцією з гідроксидами металів. Якщо розчин сахарози долити до гідроксиду міді(II), утворюється яскраво-синій розчин цукриту міді.
Альдегідної групи в сахарози немає: за нагрівання з аміачним розчином оксиду срібла(I) вона не дає реакцію «срібного дзеркала», за нагрівання з гідроксидом міді(II) не утворює червоного оксиду міді(I). З числа ізомерів цукрози, що мають молекулярну формулу С12Н22О11, можна виділити мальтозу і лактозу.
Реакція сахарози з водою
Якщо прокип'ятити розчин цукрози з декількома краплями соляної чи сірчаної кислоти і нейтралізувати кислоту лугом, а після цього нагріти розчин, то з'являються молекули з альдегідними групами, які і відновлюють гідроксид міді(II) до оксиду міді(I). Ця реакція показує, що цукроза за каталітичної дії кислоти піддається гідролізу, в результаті чого утворюються глюкоза і фруктоза:
С12Н22О11 + Н2О → С6Н12O6 (глюкоза) + С6Н12O6 (фруктоза).
Реакція з гідрооксидом міді
У молекулі сахарози є кілька гідроксильних груп. Тому сполука взаємодіє з гідроксидом міді(II) аналогічно гліцерину і глюкози. За додавання розчину цукрози до осаду з гідроксидом міді(II) він розчиняється, рідина забарвлюється в синій колір. Але на відміну від глюкози цукроза не відновлює гідроксид міді(II) до оксиду міді(I).